# Eckhart Pick
Eckhart Pick (* 8. Februar 1941 in Mainz) ist ein deutscher Politiker (SPD) und Professor für Bürgerliches Recht.
Er war von 1998 bis 2002 Parlamentarischer Staatssekretär bei der Bundesministerin der Justiz.

## Leben und Beruf
Eckhart Pick ist der Sohn des freireligiösen Pfarrers Georg Pick. Nach dem Besuch der Volksschulen in Ingelheim und Mainz-Mombach und anschließendem Abitur 1960 am Rabanus-Maurus-Gymnasium in Mainz absolvierte Pick ein Studium der Philosophie und der Rechtswissenschaft an der Johannes Gutenberg-Universität Mainz, welches er 1965 mit dem ersten und nach Ableistung des Referendariats 1968 mit dem zweiten juristischen Staatsexamen beendete. In Mainz wurde er 1960 Mitglied der Studentenverbindung Burschenschaft Ebernburg im SB.  Ab 1966 war er wissenschaftlicher Assistent an der Rechts- und Wirtschaftswissenschaftlichen Fakultät der Universität Mainz. 1969 erfolgte hier seine Promotion zum Dr. jur. mit der Arbeit Die Bemühungen der Stände um eine beständige Wahlkapitulation und ihr Ergebnis 1711. Nachdem er seit 1972 als Assistenzprofessor tätig war, habilitierte sich Pick 1976 mit der Schrift Mainzer Reichsstaatsrecht – Inhalt und Methode ; ein Beitrag zum Ius publicum an der Universität Mainz im 18. Jahrhundert. Ab 1978 war er Professor und Wissenschaftlicher Rat am Fachbereich Rechtswissenschaften I der Universität Hamburg. 1980 nahm er den Ruf der Universität Mainz als Professor für Bürgerliches Recht, Handelsrecht und Rechtsgeschichte an. Er ist u. a. Autor von Kommentaren zum Wohnungseigentumsgesetz.
Eckhart Pick ist verheiratet und hat zwei Kinder.

## Partei
1963 trat Pick in die SPD ein. Von 1987 bis 1995 war er Vorsitzender des SPD-Unterbezirks Mainz.

## Abgeordneter
Pick gehörte von 1969 bis 1998 dem Stadtrat von Mainz an und war hier von 1983 bis 1986 Vorsitzender der SPD-Fraktion. Von Oktober 1985 bis Februar 1987 war er außerdem Mitglied des Landtages von Rheinland-Pfalz.
Von 1987 bis 2002 war Pick Mitglied des Deutschen Bundestages. Er ist bei der Bundestagswahl 1998 als direkt gewählter Abgeordneter des Wahlkreises Mainz und davor stets über die Landesliste Rheinland-Pfalz in den Bundestag eingezogen.

## Öffentliche Ämter
Am 27. Oktober 1998 wurde Pick als Parlamentarischer Staatssekretär bei der Bundesministerin der Justiz in die von Bundeskanzler Gerhard Schröder geführte Bundesregierung berufen. Nach der Bundestagswahl 2002 schied er am 22. Oktober 2002 aus dem Amt.

## Ehrung
Das Land Rheinland-Pfalz ehrte ihn 1986 mit der Verleihung der Freiherr-vom-Stein-Plakette.